# Steentilstraat 2 (Groningen)
Het pand Steentilstraat 2 in de Nederlandse stad Groningen is een winkelpand in expressionistische stijl, dat is aangewezen als rijksmonument.

## Beschrijving

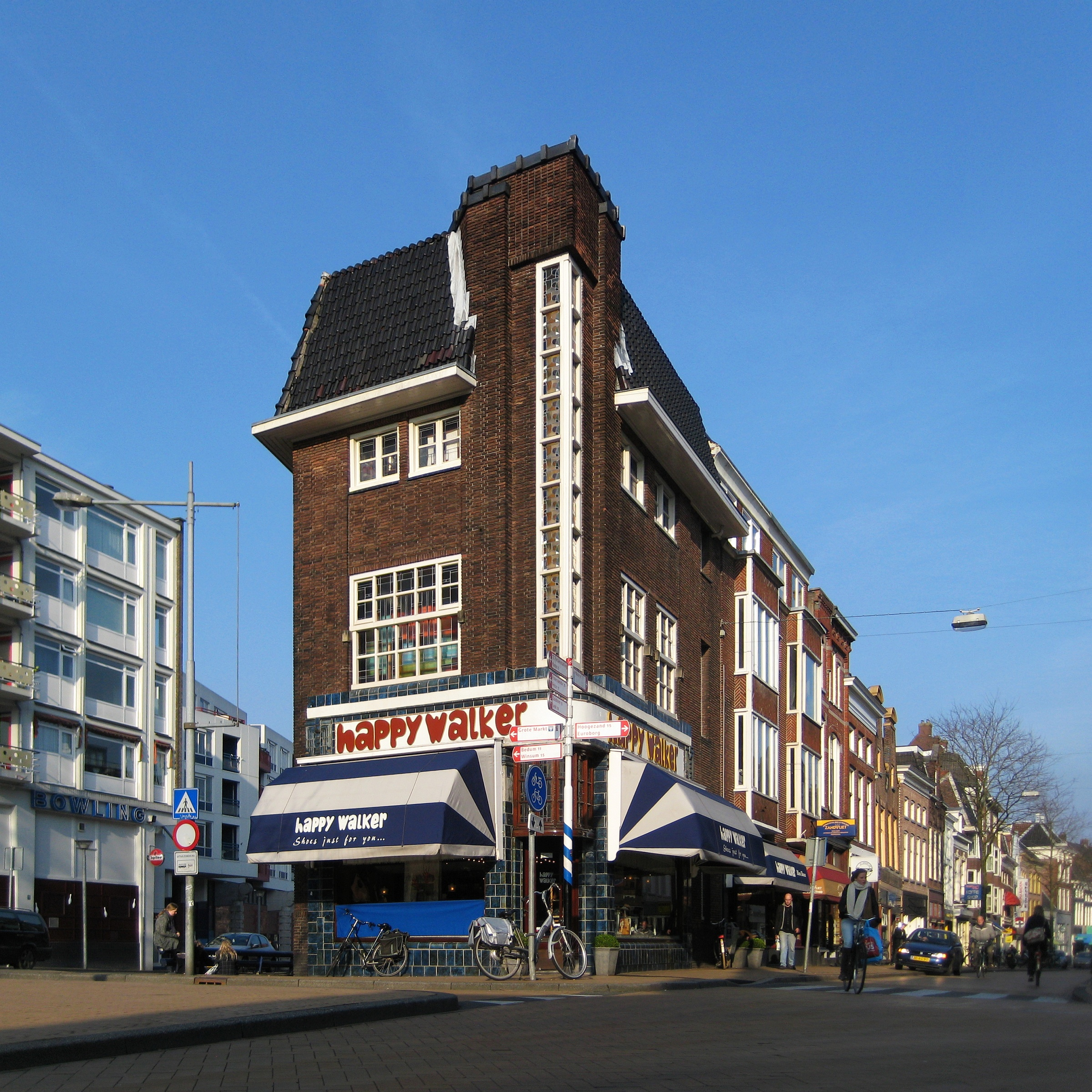
Het pand Steentilstraat 2 in 2011

Het winkelpand staat op de hoek van de Steentilstraat en het Kattendiep en werd in 1931 gebouwd als filiaal van de kruidenierswinkelketen De Gruyter. Het werd ontworpen door Teunis Wilschut (1905–1961), die ruim dertig jaar de "huisarchitect" van deze firma was.
Het pand, dat is gebouwd in een stijl waarin elementen van de Amsterdamse School en de art deco te herkennen zijn, bestaat uit drie bouwlagen onder een steil en afgeknot schilddak, dat is belegd met zwarte dakpannen. De gevels zijn opgemetseld uit grote, roodbruine en met de hand gevormde bakstenen en voorzien van brede voegen. De vensters zijn rechtgesloten en uitgevoerd met zware houten kozijnen en ramen met een fijnmazige roedenverdeling. De gevels worden aan de bovenzijde afgesloten door een houten en met een breed overstek uitgevoerde bakgoot. De zuidwestelijke hoek van het pand is afgeschuind en uitgebouwd tot een torenachtige vorm, waarin een lange, verticale raamstrook met gekleurd glas in lood is geplaatst en die aan de bovenzijde is voorzien van decoratieve keramische randpannen. De winkelpui is uitgevoerd in de karakteristieke blauwe wandtegels die tot de huisstijl van de firma De Gruyter behoorden. Boven de voordeur is een rond bovenlicht met glas in lood geplaatst, dat een Art Deco-vormgeving heeft. De penanten van de pui worden bekroond door kapiteelachtige vormen met geometrische versieringen. In de winkel zijn nog de originele kruidenierschappen en een tegelfries met gekleurde bloemmotieven aanwezig.
Toen De Gruyter eind jaren zestig bij een reorganisatie alle winkels met een vloeroppervlakte kleiner dan 100 m² afstootte, werd het pand verkocht aan de gemeente Groningen. Deze wilde het laten slopen ten behoeve van een reconstructie van het kruispunt Steentilstraat-Rademarkt-Zuiderdiep-Oosterstraat, die deel uitmaakte van een plan om het verkeer in de Groninger binnenstad beter te laten doorstromen. Als gevolg echter van wisselingen in de samenstelling van het college van B&W en daarmee gepaard gaand voortschrijdend inzicht, besloot de gemeente in 1977 tot invoering van een gewijzigd verkeerscirculatieplan. De voorgenomen sloop was daarmee van de baan en het pand werd weer verkocht. Nog datzelfde jaar werd in het gebouw de schoenenzaak gevestigd die er anno 2022 nog steeds in zit. De eigenaar daarvan, Koos Prenger, wilde aanvankelijk het interieur moderniseren en nam daartoe zelf hamer en beitel ter hand, doch slechts voor een halfuurtje: "Het was de tijd waarin alles modern moest en ik wilde wel mee. De eerste tegel knapte en toen realiseerde ik me waar ik eigenlijk mee bezig was. Sinds die dag is alles intact gebleven."
In 1994 werd het winkelpand aangewezen als rijksmonument, "vanwege zijn cultuurhistorische en architectuurhistorische waarde, vanwege de architectonische gaafheid van het exterieur, alsmede vanwege het belang van zijn stedebouwkundige situering op de kruising van verschillende zichtassen".